# Marquinhos
Marcos Aoás Corrêa (født 14. maj 1994), bedre kendt som Marquinhos, er en brasiliansk fodboldspiller, som spiller for Paris Saint-Germain FC som central forsvarsspiller eller på højre back. Han fik sit store gennembrud i 2014 for PSG.

## Klub karriere

### Corinthians
I sin tid hos Corinthians, blev Marquinhos regnet som en af de største talenter som klubben nogensinde havde produceret. I 2002 kom Marquinhos til klubben som 8-årig. Efter at have tilbragt 9 år hos klubbens ungdomshold, blev han kontaktet af Brasiliens U17 landshold.
Han nåede i alt at spille 6 senior kampe for Corinthians.

### AS Roma
I juli 2013 blev Marquinhos købt at AS Roma i Italien. Sæsonen inden, havde han netop været udlejet til klubben.
Han fik sin debut den 16. oktober 2012 imod Bologna.
Han spillede i alt 26 kampe for klubben, indtil han i 2013 blev solgt videre.

### Paris Saint Germain
Den 19. juli 2013 offentliggjorde Paris Saint-Germain, at de havde købt den unge talentfulde brasilianske midterforsvar for €32 millioner.
Han scorede i sin debut kamp for klubben i 4-1 sejren mod Olympiakos i UEFA Champions League 2013-14.
Den 22. september 2013 fik Marquinhos sin Ligue 1 debut hvor han startede inde i 1-1 opgøret mod AS Monaco.

## Landshold
Marquinhos har (pr. 17. maj 2018) spillet 24 kampe for Brasiliens landshold.
I 2010-2011 sæsonerne spillede han i alt 14 kampe for landets U17 landshold.

## Personlige liv
Marquinhos er af portugisisk afstamning og har før udtalt sig om, at han ville være åben for en dag at spille på det portugisiske landshold.

## Artikler
- Avis: Barca vil betale kassen for Roma-juvel Arkiveret 15. december 2013 hos  Wayback Machine
- Napoli byder 300 mio kr. for Roma-duo
- PSG: Ikke eneste bejler til Romas supertalent Arkiveret 15. december 2013 hos  Wayback Machine
- Agent: Bud fra PSG, United og Barcelona på Roma-stjerne Arkiveret 15. december 2013 hos  Wayback Machine
- Officielt: PSG køber brasiliansk supertalent Arkiveret 15. december 2013 hos  Wayback Machine
- Debut til brasiliansk PSG-stjerne i aften? Arkiveret 15. december 2013 hos  Wayback Machine
- Alex: Marquinhos bliver som Thiago Silva